# 宋斌
宋斌（？—？），號淡齋，第18任水東土司。
宋斌是前任土司宋誠之子，早年曾在南京國子監學習。洪武二十一年（1388年），繼任土司，授貴州宣慰使之職。
洪武三十五年（1402年），宋斌與播州宣慰使楊昇、思南宣慰使田大雅三人一起，親自到南京進貢水銀硃砂等物。當時明成祖剛剛在靖難之役中奪取皇位，聞訊後派人至采石矶，以開國功臣的禮儀迎接三位土司，後又親自接見他們。宋斌在離京之時，被授予从三品武勋轻车都尉、怀远将军之職。
永樂十九年（1421年）四月，又與播州宣慰使楊昇一起上京進貢馬匹。
此外，宋斌還於洪武二十一年六月、永樂元年十月、永樂四年六月、永樂九年五月、永樂十二年十一月、正統六年六月遣使向明朝朝貢。
永樂六年（1408年）十月，宋斌奏稱水東轄境之內各勞、王石等寨的原住民拒絕納稅，連結蠻酋宋阿襖等叛亂。明成祖命令鎮守貴州的鎮遠侯顧成率兵將其剿滅。宣德元年（1426年）二月，宋斌奏稱所轄乖西巴香等處山區的各原住民混居，連年攻殺。明宣宗遣都指揮蘇保等人，與貴州總兵官都督蕭授一起，於三月平定了這場叛亂。
宣德年間，宋斌主持編纂了《贵州宣慰司志》，這是貴州歷史上第一部地方志；又親自編纂了水東土司的家譜《宋氏世譜》。在位期間重視文教，聽說戍守都勻的福建人廖駒很有詩名，宋斌便聘請他給自己的兒子宋昂、宋昱當教師。
正統元年（1436年），貴州各地原住民叛亂，唯有宋斌轄下的水東治安穩定。明英宗下旨將產糧富足的程番（今黔南布依族苗族自治州惠水縣）等十三個長官司自貴州衛劃撥給水東土司管理。正統八年（1443年）六月，宋斌以年老為由致仕，其子宋昂繼任土司。
宋斌墓位於贵阳市乌当区东风镇云锦庄云顶山脚，被当地人称为帅坟。